# Asienspiele 2006/Badminton (Damenmannschaft)
Badminton fand bei den Asienspielen 2006 in Doha, Katar, vom 30. November bis 9. Dezember statt. Es folgen die Ergebnisse der Damenmannschaften.

## Vorrunde

### Gruppe W
| Team       | Pts | Pld | W | L | GF | GA |
| ---------- | --- | --- | - | - | -- | -- |
| China      | 4   | 2   | 2 | 0 | 10 | 0  |
| Indonesien | 3   | 2   | 1 | 1 | 3  | 7  |
| Malaysia   | 2   | 2   | 0 | 2 | 2  | 8  |

30. November 2006
| Malaysia | 0–5 | China |

2. Dezember 2006
| Indonesien | 0–5 | China    |
| Indonesien | 3–2 | Malaysia |

| 30. November | Malaysia | 0 – 5 | China |  |

| Wong Mew Choo               | Wong Mew Choo               | 1–2 | Zhang Ning              | 21–19, 18–21, 18–21 |
| Chin Eei Hui / Wong Pei Tty | Chin Eei Hui / Wong Pei Tty | 0–2 | Gao Ling / Huang Sui    | 20–22, 17–21        |
| Julia Wong Pei Xian         | Julia Wong Pei Xian         | 0–2 | Xie Xingfang            | 5–21, 9–21          |
| Joanne Quay / Lim Pek Siah  | Joanne Quay / Lim Pek Siah  | 0–2 | Yang Wei / Zhang Jiewen | 10–21, 9–21         |
| Ooi Sock Ai                 | Ooi Sock Ai                 | 0–2 | Zhu Lin                 | 13–21, 3–21         |

| 2. Dezember | Indonesien | 0 – 5 | China |  |

| Fransisca Ratnasari            | Fransisca Ratnasari            | 0–2 | Zhang Ning              | 13–21, 14–21 |
| Jo Novita / Greysia Polii      | Jo Novita / Greysia Polii      | 0–2 | Huang Sui / Gao Ling    | 11–21, 5–21  |
| Adriyanti Firdasari            | Adriyanti Firdasari            | 0–2 | Xie Xingfang            | 13–21, 13–21 |
| Liliyana Natsir / Lita Nurlita | Liliyana Natsir / Lita Nurlita | 0–2 | Yang Wei / Zhang Jiewen | 15–21, 18–21 |
| Pia Zebadiah                   | Pia Zebadiah                   | 0–2 | Zhu Lin                 | 15–21, 18–21 |

| 2. Dezember | Indonesien | 3 – 2 | Malaysia |  |

| Fransisca Ratnasari            | Fransisca Ratnasari            | 0–2 | Wong Mew Choo               | 13–21, 16–21        |
| Jo Novita / Greysia Polii      | Jo Novita / Greysia Polii      | 1–2 | Wong Pei Tty / Chin Eei Hui | 21–17, 20–22, Aufg. |
| Adriyanti Firdasari            | Adriyanti Firdasari            | 2–0 | Julia Wong Pei Xian         | 21–18, 21–15        |
| Liliyana Natsir / Lita Nurlita | Liliyana Natsir / Lita Nurlita | 2–0 | Joanne Quay / Lim Pek Siah  | 21–9, 21–19         |
| Pia Zebadiah                   | Pia Zebadiah                   | 2–0 | Norshahliza Baharum         | 21–14, 21–13        |

### Gruppe X
| Team     | Pts | Pld | W | L | GF | GA |
| -------- | --- | --- | - | - | -- | -- |
| Singapur | 3   | 2   | 1 | 1 | 6  | 4  |
| Hongkong | 3   | 2   | 1 | 1 | 5  | 5  |
| Thailand | 3   | 2   | 1 | 1 | 4  | 6  |

30. November 2006
| Hongkong | 2–3 | Thailand |

2. Dezember 2006
| Singapur | 4–1 | Thailand |
| Singapur | 2–3 | Hongkong |

| 30. November | Hongkong | 2 – 3 | Thailand |  |

| Wang Chen                        | Wang Chen                        | 2–0 | Soratja Chansrisukot                                | 21–13, 21–6  |
| Yip Pui Yin                      | Yip Pui Yin                      | 2–0 | Molthila Meemeak                                    | 21–15, 21–19 |
| Olivia Wong                      | Olivia Wong                      | 0–2 | Salakjit Ponsana                                    | 13–21, 14–21 |
| Wang Chen / Louisa Koon Wai Chee | Wang Chen / Louisa Koon Wai Chee | 0–2 | Kunchala Voravichitchaikul / Duanganong Aroonkesorn | 20–22, 13–21 |
| Yip Pui Yin / Chau Hoi Wah       | Yip Pui Yin / Chau Hoi Wah       | 0–2 | Saralee Thungthongkam / Sathinee Chankrachangwong   | 14–21, 11–21 |

| 2. Dezember | Singapur | 4 – 1 | Thailand |  |

| Li Li                             | Li Li                             | 2–0 | Soratja Chansrisukot                                | 21–19, 21–12        |
| Xing Aiying                       | Xing Aiying                       | 2–0 | Molthila Meemeak                                    | 21–13, 21–19        |
| Jiang Yanmei                      | Jiang Yanmei                      | 2–1 | Salakjit Ponsana                                    | 21–8, 14–21, 21–18  |
| Li Yujia / Shinta Mulia Sari      | Li Yujia / Shinta Mulia Sari      | 2–1 | Kunchala Voravichitchaikul / Duanganong Aroonkesorn | 21–19, 12–21, 21–17 |
| Jiang Yanmei / Vanessa Neo Yu Yan | Jiang Yanmei / Vanessa Neo Yu Yan | 0–2 | Saralee Thungthongkam / Sathinee Chankrachangwong   | 6–21, 7–21          |

| 2. Dezember | Singapur | 2 – 3 | Hongkong |  |

| Li Li                          | Li Li                          | 0–2 | Wang Chen                        | 12–21, 19–21 |
| Xing Aiying                    | Xing Aiying                    | 0–2 | Yip Pui Yin                      | 11–21, 11–21 |
| Jiang Yanmei                   | Jiang Yanmei                   | 2–0 | Assunta Ng                       | 21–14, 21–11 |
| Li Yujia / Shinta Mulia Sari   | Li Yujia / Shinta Mulia Sari   | 2–0 | Yip Pui Yin / Chau Hoi Wah       | 21–18, 21–14 |
| Jiang Yanmei / Liu Fan Frances | Jiang Yanmei / Liu Fan Frances | 0–2 | Wang Chen / Louisa Koon Wai Chee | 11–21, 18–21 |

### Gruppe Y
| Team              | Pts | Pld | W | L | GF | GA |
| ----------------- | --- | --- | - | - | -- | -- |
| Japan             | 4   | 2   | 2 | 0 | 7  | 3  |
| Südkorea          | 3   | 2   | 1 | 1 | 5  | 3  |
| Chinesisch Taipeh | 2   | 2   | 0 | 2 | 1  | 7  |

30. November 2006
| Korea | 2–3 | Japan |

2. Dezember 2006
| Chinesisch Taipeh | 1–4 | Japan    |
| Chinesisch Taipeh | 0–3 | Südkorea |

| 30. November | Südkorea | 2 – 3 | Japan |  |

| Hwang Hye-youn               | Hwang Hye-youn               | 2–0 | Kaori Mori                     | 21–10, 21–9         |
| Lee Kyung-won / Lee Hyo-jung | Lee Kyung-won / Lee Hyo-jung | 2–0 | Reiko Shiota / Miyuki Maeda    | 21–12, 21–13        |
| Lee Yun-hwa                  | Lee Yun-hwa                  | 0–2 | Eriko Hirose                   | 16–21, 18–21        |
| Hwang Yu-mi / Ha Jung-eun    | Hwang Yu-mi / Ha Jung-eun    | 1–2 | Kumiko Ogura / Satoko Suetsuna | 17–21, 21–13, 19–21 |
| Jun Jae-youn                 | Jun Jae-youn                 | 0–2 | Kanako Yonekura                | 20–22, 15–21        |

| 2. Dezember | Chinesisch Taipeh | 1 – 4 | Japan |  |

| Cheng Shao-chieh                | Cheng Shao-chieh                | 2–1 | Kaori Mori                     | 21–17, 13–21, 21–19 |
| Pai Min-jie                     | Pai Min-jie                     | 0–2 | Eriko Hirose                   | 12–21, 14–21        |
| Chien Yu-chin                   | Chien Yu-chin                   | 1–2 | Kanako Yonekura                | 21–19, 13–21, 7–21  |
| Chou Chia-chi / Ku Pei-ting     | Chou Chia-chi / Ku Pei-ting     | 0–2 | Miyuki Maeda / Satoko Suetsuna | 19–21, 17–21        |
| Chien Yu-chin / Cheng Wen-hsing | Chien Yu-chin / Cheng Wen-hsing | 0–2 | Kumiko Ogura / Reiko Shiota    | 15–21, 7–21         |

| 2. Dezember | Chinesisch Taipeh | 0 – 3 | Südkorea |  |

| Cheng Shao-chieh | Cheng Shao-chieh | 1–2 | Hwang Hye-youn | 21–19, 20–22, 9–21 |
| Pai Min-jie      | Pai Min-jie      | 0–2 | Lee Yun-hwa    | 13–21, 14–21       |
| Chien Yu-chin    | Chien Yu-chin    | 0–2 | Jun Jae-youn   | 18–21, 16–21       |
|                  |                  |     |                |                    |
|                  |                  |     |                |                    |

## Zwischenrunde

### Gruppe Z
| Team       | Pts | Pld | W | L | GF | GA |
| ---------- | --- | --- | - | - | -- | -- |
| Südkorea   | 4   | 2   | 2 | 0 | 6  | 4  |
| Hongkong   | 3   | 2   | 1 | 1 | 7  | 3  |
| Indonesien | 2   | 2   | 0 | 2 | 2  | 8  |

3. Dezember 2006
| Korea    | 3–2 | Indonesien |
| Korea    | 3–2 | Hongkong   |
| Hongkong | 5–0 | Indonesien |

| 3. Dezember | Südkorea | 3 – 2 | Indonesien |  |

| Hwang Hye-youn               | Hwang Hye-youn               | 2–0 | Fransisca Ratnasari            | 21–13, 21–8        |
| Lee Kyung-won / Lee Hyo-jung | Lee Kyung-won / Lee Hyo-jung | 2–0 | Liliyana Natsir / Lita Nurlita | 21–11, 21–9        |
| Lee Yun-hwa                  | Lee Yun-hwa                  | 1–2 | Adriyanti Firdasari            | 10–21, 22–20, 7–21 |
| Hwang Yu-mi / Ha Jung-eun    | Hwang Yu-mi / Ha Jung-eun    | 2–0 | Greysia Polii / Vita Marissa   | 21–19, 21–18       |
| Jun Jae-youn                 | Jun Jae-youn                 | 0–2 | Pia Zebadiah                   | Walkover           |

| 3. Dezember | Südkorea | 3 – 2 | Hongkong |  |

| Hwang Hye-youn              | Hwang Hye-youn              | 1–2 | Yip Pui Yin                           | 19–21, 21–11, 12–21 |
| Lee Hyo-jung / Hwang Yu-mi  | Lee Hyo-jung / Hwang Yu-mi  | 2–0 | Louisa Koon Wai Chee / Wong Man Ching | 21–13, 21–10        |
| Lee Yun-hwa                 | Lee Yun-hwa                 | 2–0 | Assunta Ng                            | 21–5, 21–8          |
| Lee Kyung-won / Ha Jung-eun | Lee Kyung-won / Ha Jung-eun | 2–0 | Yip Pui Yin / Chau Hoi Wah            | 21–7, 21–11         |
| Jun Jae-youn                | Jun Jae-youn                | 0–2 | Olivia Wong                           | Walkover            |

| 3. Dezember | Hongkong | 5 – 0 | Indonesien |  |

| Yip Pui Yin                        | Yip Pui Yin                        | 2–0 | Fransisca Ratnasari            | Walkover |
| Wong Man Ching / Chau Hoi Wah      | Wong Man Ching / Chau Hoi Wah      | 2–0 | Liliyana Natsir / Lita Nurlita | Walkover |
| Assunta Ng                         | Assunta Ng                         | 2–0 | Adriyanti Firdasari            | Walkover |
| Yip Pui Yin / Louisa Koon Wai Chee | Yip Pui Yin / Louisa Koon Wai Chee | 2–0 | Greysia Polii / Vita Marissa   | Walkover |
| Olivia Wong                        | Olivia Wong                        | 2–0 | Pia Zebadiah                   | Walkover |

## Endrunde
|  | Halbfinale  | Halbfinale  |       |       | Finale      | Finale      |
|  |             |             |       |       |             |             |
|  | 4. Dezember |             |       |       |             |             |
|  | Singapur    | 0           |       |       |             |             |
|  | Japan       | 3           |       |       | 5. Dezember | 5. Dezember |
|  |             |             | Japan | 0     |             |             |
|  | 4. Dezember | 4. Dezember |       | China | 3           |             |
|  | China       | 3           |       |       |             |             |
|  | Südkorea    | 0           |       |       |             |             |
|  |             |             |       |       |             |             |

### Halbfinale
| 4. Dezember | Singapur | 0 – 3 | Japan |  |

| Li Li                   | Li Li                   | 0–2 | Kaori Mori                  | 19–21, 11–21        |
| Jiang Yanmei / Li Yujia | Jiang Yanmei / Li Yujia | 0–2 | Kumiko Ogura / Reiko Shiota | 21–23, 14–21        |
| Xing Aiying             | Xing Aiying             | 0–2 | Eriko Hirose                | 14–21, 21–12, 18–21 |
|                         |                         |     |                             |                     |
|                         |                         |     |                             |                     |

| 4. Dezember | China | 3 – 0 | Südkorea |  |

| Zhang Ning           | Zhang Ning           | 2–0 | Lee Yun-hwa                 | 21–14, 21–7 |
| Gao Ling / Huang Sui | Gao Ling / Huang Sui | 2–0 | Lee Kyung-won / Hwang Yu-mi | 21–11, 21–8 |
| Xie Xingfang         | Xie Xingfang         | 2–0 | Lee Hyun-jin                | 21–7, 21–13 |
|                      |                      |     |                             |             |
|                      |                      |     |                             |             |

### Finale
| 5. Dezember | Japan | 0 – 3 | China |  |

| Kaori Mori                  | Kaori Mori                  | 0–2 | Zhang Ning              | 13–21, 15–21 |
| Kumiko Ogura / Reiko Shiota | Kumiko Ogura / Reiko Shiota | 0–2 | Yang Wei / Zhang Jiewen | 8–21, 15–21  |
| Eriko Hirose                | Eriko Hirose                | 0–2 | Xie Xingfang            | 12–21, 15–21 |
|                             |                             |     |                         |              |
|                             |                             |     |                         |              |